# Річковий монітор

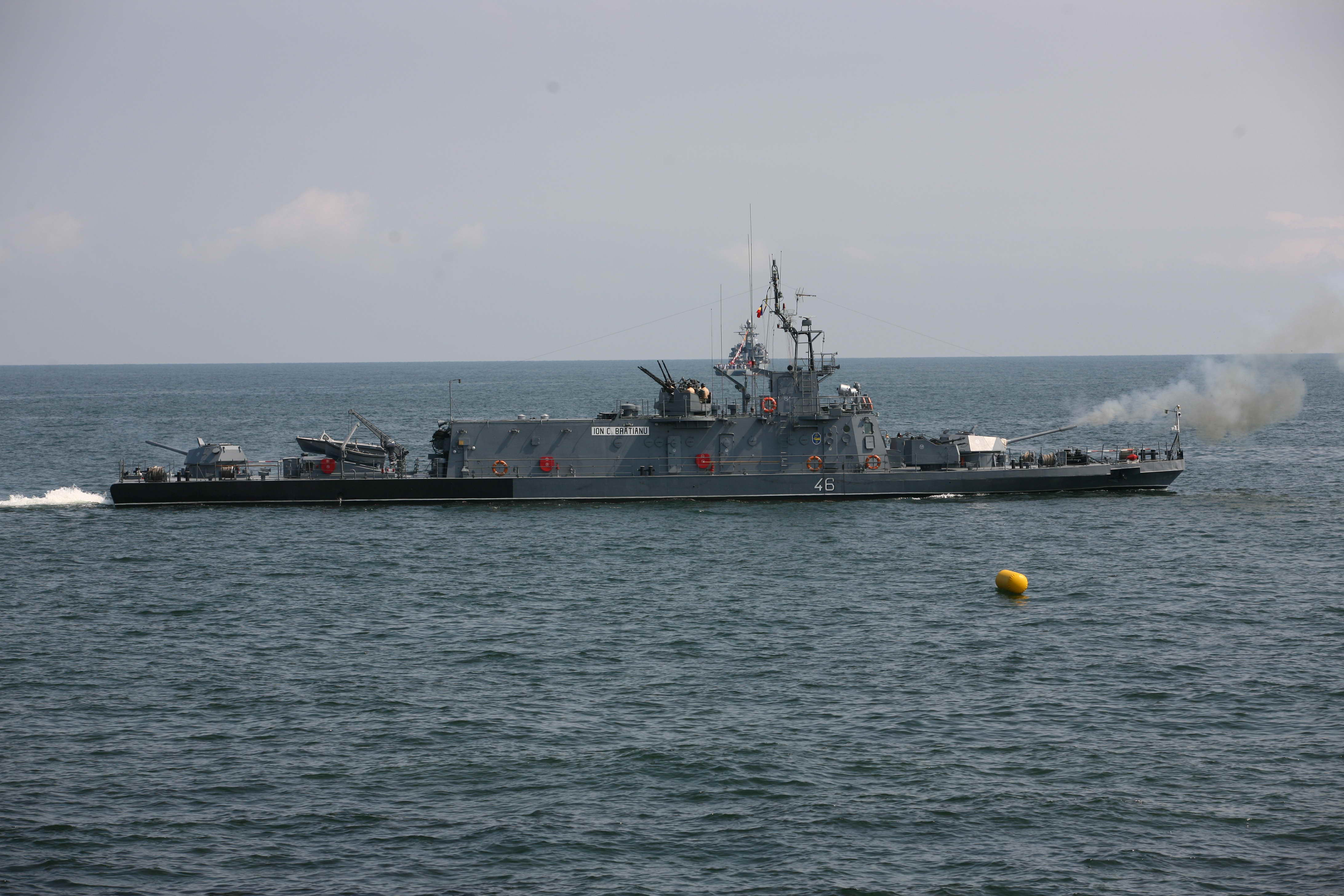
Сучасний річковий монітор Румунських ВМС «Йон С. Братіану» (F-46)

Річкові монітори — військові кораблі, призначені для бойових дій на річках та озерах. Зазвичай це найбільші кораблі річкових флотилій.
Річкові монітори застосовувались у таких водоймах як річки, естуарії, дельти і озера. Як правило, вони мали невелику осадку, необхідну для дій на мілководді. Водночас їх лінійні розміри та тоннажність суттєво відрізнялися залежно від того, де вони використовувались, а також можливостей держави, яка їх будувала. Зазвичай річкові монітори мали легку броню та озброювалися гарматами калібрів від 75 до 152 міліметрів, а також кулеметами. Розрізнення між річковими моніторами та річковими канонерськими човнами часто умовне.
Хоча річкові монітори іноді діяли у прибережних водах морів, вони мали недостатню морехідність. Крім того, спеціально призначені для дій у прибережних морських водах монітори, такі як британський «Еребус», зазвичай мали більші розміри, сильніше озброєння та бронювання.
Друга Світова війна продемонструвала уразливість моніторів від ворожої авіації та польової артилерії, а головне від швидких маневрів механізованих сухопутних підрозділів противника, через які річкові кораблі опинялися відрізаними від основних сил і часто знищувались власними екіпажами. Тому після 1945 кораблі цього класу були поступово виведені зі складу військово-морських сил держав, які мали їх на озброєнні. У 21 столітті монітори включені до складу ВМС Бразилії та Румунії. Також монітори використовує Берегова охорона Прикордонної служби ФСБ Росії на Амурі. Російські та єдиний бразильський монітор фактично виконують функцію річкових патрульних кораблів. Румунські монітори зберігають значення як артилерійські кораблі завдяки наявності особливих природних умов екосистеми дельти Дунаю, які серйозно ускладнюють застосування там сучасних механізованих військ.

## США

Річковий монітор «Неошо»(1863—1873)

### Громадянська війна
Перший корабель, який започаткував відповідний клас, «Монітор» після битви на рейді Гемтон-Роудс, діяв на річці Джеймс — водному шляху до столиці Конфедерації Ричмонда. Він взяв участь у битві при Дрюріс-Блафф, у якій конфедератам вдалося зупинити ескадру Флоту Союзу комбінацією річкових загороджень та берегових укріплень.
Успіхи «Монітора» спонукали керівництво Флоту Союзу замовити менші броньовані кораблі з розташуванням гармат у башті для річкової ескадри Міссісіпі. Було побудовано два монітори з гребними колесами типу «Неошо», водотоннажністю 523 тонни, озброєних парою 280 міліметрових гладкоствольних гармат, а пізніше дещо більший гвинтовий монітор «Озарк». Вершиною еволюції американських річкових моніторів стали чотири великі річкові двобаштові монітори типу «Мілуокі» тоннажністю 1300 тон. Закладені майже одночасно з моніторами типу моніторами типу «Мілуокі» річкові монітори типу «Каско» мали дещо меншу водотоннажність — 1175 тон та дуже низьку осадку (1,8 метри) для дій на мілководді. Хоча було побудовано аж 20 таких кораблів, через численні конструктивні зміни лише кілька їх завершили до закінчення бойових дій, а через прорахунок проєктувальників самі монітори тонули під вагою власної броні та гармат. Попри заходи, спрямовані на вирішення цієї проблеми, кораблі виявились малопридатними для використання, більшість відразу була виведена у резерв, а деякі з них так і не були включені до складу флоту. Вже після війни були добудовані закладені ще 1862 два невеликих монітори типу «Марієтта», конструкція яких нагадувала «Озарк». Ці два кораблі так і не були включені до складу флоту.
Річкові монітори діяли на Міссісіпі та її притоках, зокрема брали участь поході по Ред-Ривер 1864 року, а також того ж року відіграли важливу роль у захопленні порту Мобіл на узбережжі Мексиканської затоки. Під час операцій поблизу цього міста два річкових монітори були потоплені морськими мінами південців.
Хоча флот Конфедерації мав потужні річкові броньовані кораблі, зокрема у складі Ескадри річки Джеймс, технічно це були не монітори, оснащенні гарматною баштою, яка оберталась, а батарейні броненосці.

## Європа

### Дунай та його притоки

#### Австро-Угорщина

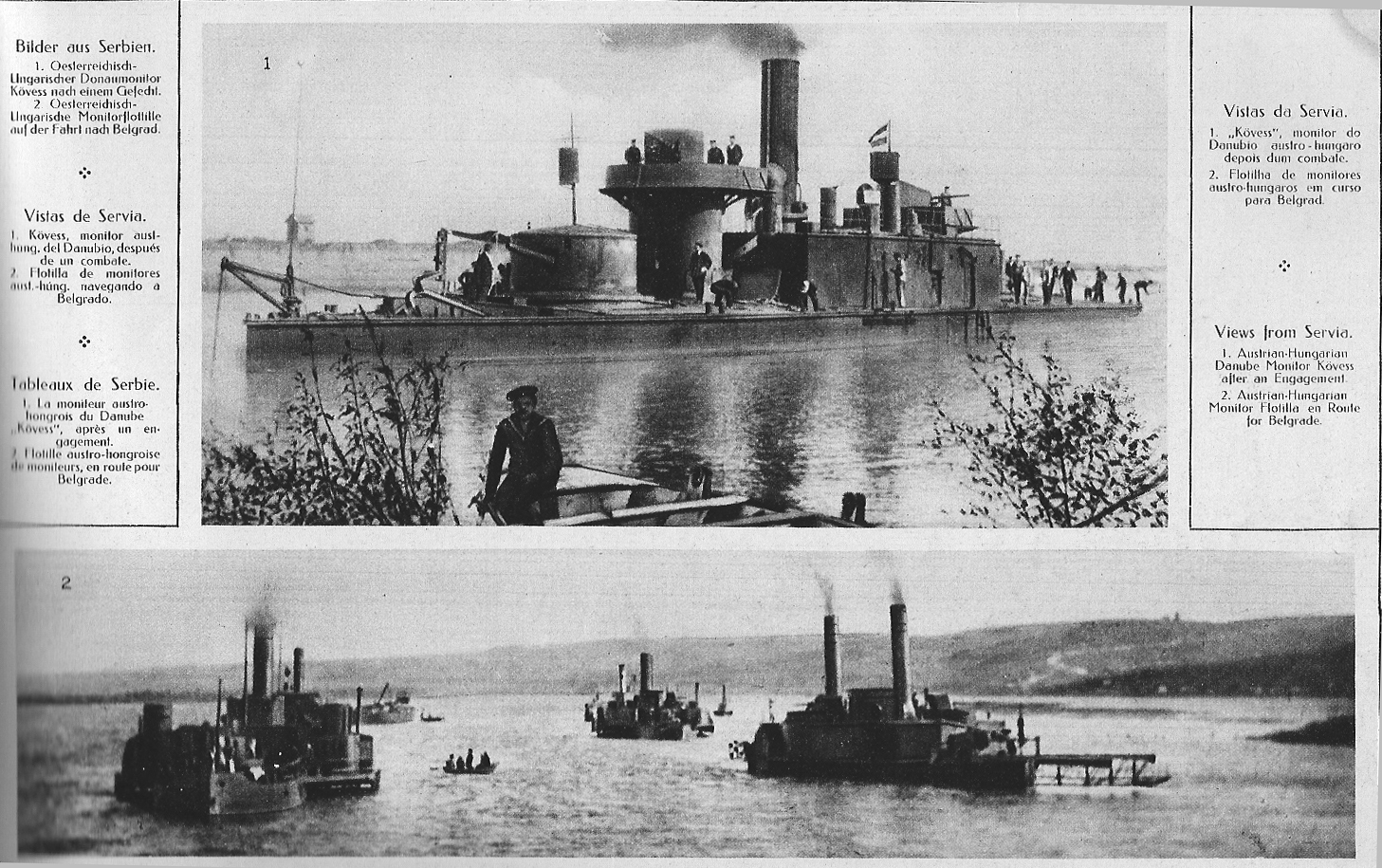
Австро-угорські монітори на Дунаї під час Першої світової війни

Австро-Угорщина стала першою державою у Європі, яка побудувала річкові монітори. Ними стали пара моніторів типу «Лайта», перший з яких увійшов до складу флоту 1871 року. Дунай мав значне стратегічне значення для цієї імперії, і як транспортна артерія, і як шлях до проєкції сили для впливу на нові незалежні держави Придунав'я. Так, монітор «Лайта» взяв участь у бойових діях на ріці Сава, пов'язаних з окупацією Австро-Угорщиною Боснії 1878 року.
Тому Австро-Угорщина поступово збільшувала свої річкові сили, поповнюючи їх новими вдосконаленими типами моніторів (які також будувались попарно). Це річкові монітори типу «Кереш» (1894), типу «Тиміш» (1904), типу «Енс» (1914).
Річкові монітори активно використовувались на Дунаї під час Першої Світової війни Австро-Угорщиною та Румунією. Чотири монітори типу «Братіану» останньої також були побудовані у Австро-Угорщині у 1907—1908 роках та складені з окремих секцій на верфі у Галаці. Вони були найбільшими на Дунаї — 680 тон). Вже під час війни Австро-Угорщина заклала і побудувала найбільші річкові монітори свого флоту — 600 тонні типу «Сава».
Австро-угорський річковий монітор «Бодрог» випустив перші снаряди у Першій Світовій війні, здійснюючи обстріл Белграду. 22 вересня 1917 монітор «Інн» був потоплений румунською міною поблизу Бреїли, але пізніше його підняли та відремонтували.

#### Румунія
Після завершення Першої Світової війни Румунія поповнила свій флот австро-угорськими моніторами переданими за репараціями. 1924 монітори залучалися до придушення Татарбунарського повстання.

Румунські монітори у 1941 взяли участь у боях зі створеною 1940 Дунайською флотилією СРСР, у складі якої також були монітори, побудовані у 1930-х у Києві. За інформацією румунських авторів монітор «Михаїл Коґельничану» 23 червня та 13 липня вступав у перестрілку з одним з радянських моніторів, завдавши йому ушкоджень, а 14 липня вступив у перестрілку і пошкодив монітор «Ударний», змусивши його відступити. Дунайська кампанія літа 1941 імовірно була єдиним випадком бойових зіткнень річкових моніторів різних держав. 

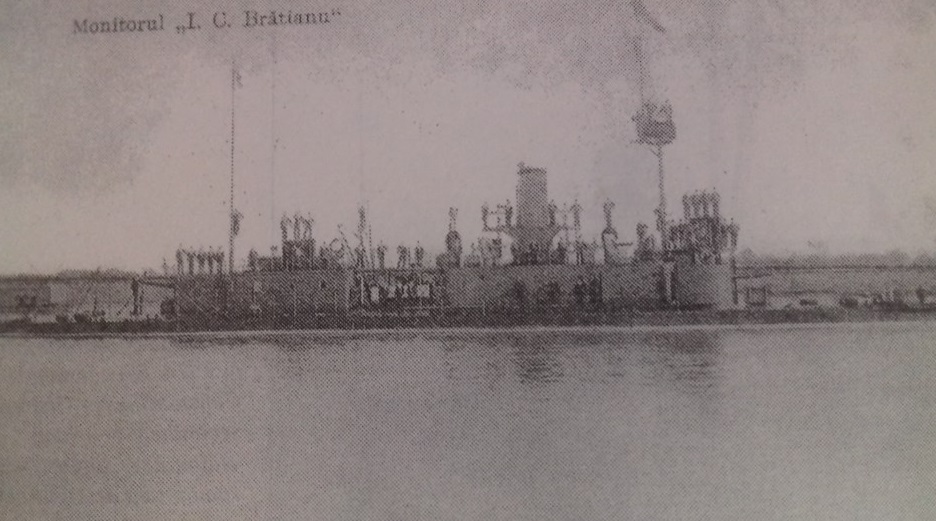
Румунський річковий монітор «Йон С. Братіану», фото 1913 року.

Після відступу радянських військ від кордонів Румунії монітори використовувались для супроводження конвоїв у Чорному морі. На них встановили 610 міліметрові бомбомети для скидання глибинних бомб.
24 серпня 1944 за день після того, як Румунія припинила військові дії проти СРСР, монітор «Михаїл Коґельничану» був потоплений радянською авіацією.
Після переходу Румунії на бік союзників 1944, її монітори були включені до складу відродженої радянської Дунайської флотилії і разом з уцілілим у попередніх боях радянським монітором «Желєзняков» дійшли до Австрії. Водночас на завершальному етапі війни застосування моніторів у бойових діях було лише епізодичним.
Після завершення війни СРСР повернув монітори Румунії і вони служили у складі її Дунайської флотилії до 1959.

##### Сучасні румунські монітори
Військово-морські сили Румунії нині використовують три річкові монітори типу «Михаїл Коґельничану», введених устрій з 1993 по 1996 рік. Крім того Румунія використовує п'ять річкових броньованих артилерійських катерів (Vedete blindate fluviale) типу «Смирдан» водотоннажністю 322 тонни, які з огляду на розміри та на однаковий з румунськими моніторами головний калібр (100 міліметрові гармати) також можна класифікувати як монітори. Крім гармат та кулеметів румунські монітори та артилерійські катери озброєні реактивними системами залпового вогню.

#### Югославія

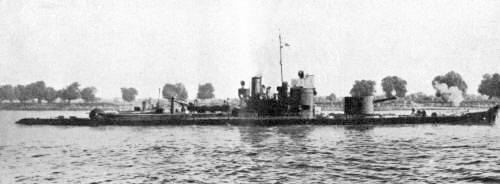
Югославський монітор «Вардар» (колишній австро-угорський «Босна»), 1933

Чотири колишні австро-угорські монітори отримала за репараціями Югославія. Ці кораблі стали основою її Дунайської флотилії. Монітор «Драва» був розбомблений німецькою авіацією, а решта моніторів були потоплені екіпажами аби не допустити попадання у руки противника після вторгнення нацистів 1941 року. Пізніше два монітора було піднято і використовувались Незалежною державою Хорватія. «Сава» був потоплений власним екіпажем 1944, «Босна» того ж року загинув від вибуху міни.
Після війни обидва потоплених 1944 монітори підняли, але після ремонту у стрій було повернуто лише «Сава». Цей монітор прослужив у складі Дунайської флотилії соціалістичної Югославії з 1952 по 1962 роки.

#### Флагман флоту Чехословаччини
Як річковий монітор часто розглядають найбільший корабель Чехословаччини «Президент Масарик», який базувався у Братиславі. Проте цей корабель засновувався на конструкції австро-угорського канонерського човна. Його водотоннажністю складала 220 тон, корабель мав лише протикульове бронювання, 66 міліметрові гармати і офіційно класифікувався як «патрульний корабель» (чес. - Hlídková loď).

#### Османська імперія
Османська імперія, яка тоді контролювала нижню течію Дунаю, використовувала там побудовані у Франції броненосці типу «Фетх-Уль Іслам», які офіційно класифікувалися як монітори (зокрема і у складі Чорноморського флоту Російської імперії, де два кораблі цього типу потрапили як трофеї у результаті Російсько-турецької війни (1877—1878), але фактично були казематними броненосцями

### Дніпро та його притоки

#### Польща

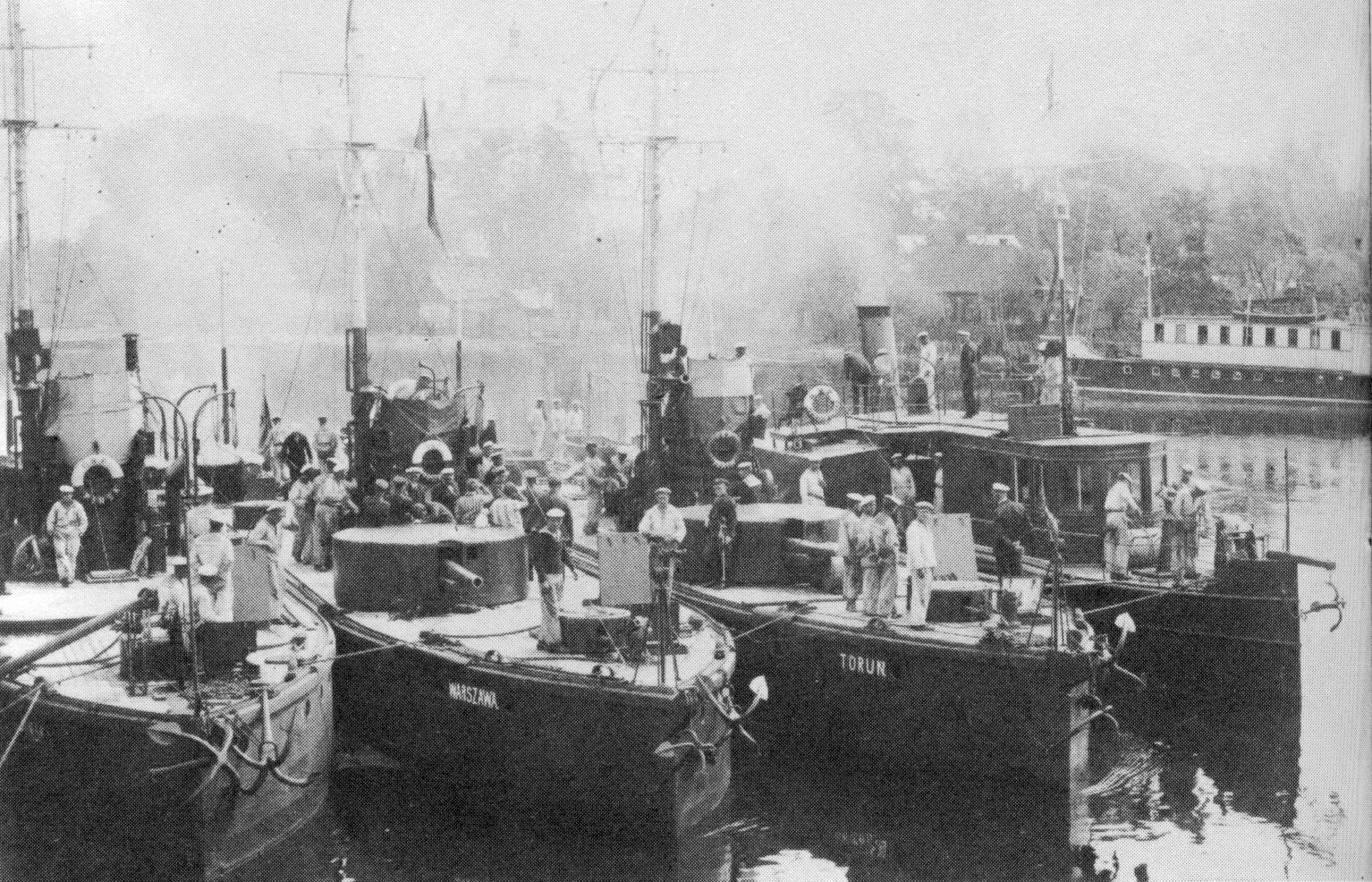
Польські річкові монітори (перші три кораблі зліва)— «Пінск»,«Варшава», «Торунь».

У міжвоєнні роки для польської Пінської флотилії було побудовано шість моніторів. Враховуючи, що вони мали діяти у басейні річки Прип'ять — притоки Дніпра, це були фактично катери з водотоннажністю близько 90 тон (два типу «Краків») та 120 тон (чотири типу «Варшава»). Основним озброєнням менших кораблів були три 100 міліметрові гаубиці. Монітори типу «Варшава» спочатку були озброєні двома 105 міліметровими гаубицями, з 1930—100 міліметровою гаубицею і двома 75 міліметровими гарматами, у 1939 — трьома 75 міліметровими гарматами. Кораблі потопили екіпажі 1939 після вторгнення СРСР, але пізніше монітори були підняті і після ремонту включені до складу Пінської військової флотилії СРСР. У її складі брали участь у боях проти німецьких військ влітку 1941 року. Знищені екіпажами через отримані бойові ушкодження або через відступ радянських військ та неможливість евакуювати кораблі.

#### СРСР
До складу Дніпровської військової флотилії, у 1930-х увійшли монітор «Ударний» (385 тон, головний калібр — дві 130 міліметрові гармати) та 6 моніторів проєкту СБ-37. Після розформування Дніпровської флотилії 1940 року монітори увійшли до складу Пінської та Дунайської флотилій. Кораблі брали участь у бойових діях Другої світової війни, п'ять з них було підірвано 1941 екіпажами аби не допустити захоплення противником. Монітор «Ударний» був потоплений німецькою авіацією поблизу Тендрівської коси.
Також через наступ німецьких військ були знищені три недобудовані монітори проєкту СБ-57 (один в Києві, ще два — в Запоріжжі, куди кораблі перевели для добудови після початку бойових дій). Повна водотоннажність моніторів проєкту СБ-57 складала 800 тон, а їх основним озброєнням були дві спарені 130 міліметрові установки. Вони спочатку призначалися для дій у середній течії Амуру, потім було ухвалено рішення посилити цими кораблями Дунайську флотилію.

### Південний Буг
На початку серпня 1941 року на Південному Бузі брали участь у бойових діях монітори Дунайської флотилії «Желєзняков», «Мартинов», «Ударний» за підтримки бронекатерів флотилії. Через наступ німецьких військ кораблі та катери флотилії вже 14 серпня були вимушені відступити вниз за течією річки до Дніпровсько-Бузького лиману.

### Північна Двіна
Британський річковий монітор «Гамбер» (головний корабель однойменного типу) діяв у складі британської флотилії на ріці Північна Двіна у 1919 році під час інтервенції на півночі Росії. У складі річкової флотилії діяли також невеликі морські монітори типів M15 та M29, які успішно застосовувались проти наземних сил та річкової флотилії більшовиків. Через тимчасове обміління річки під час відступу британських сил, монітори з номерами 25 та 27 довелося підірвати, аби вони не потрапили у руки противника.

### Рейн
Для захисту залізничних мостів через Рейн від можливої атаки Франції після Франко-пруської війни Імператорські військово-морські сили Німеччини побудували два однотипних монітора «Рейн» та «Мозель». Цікавою особливістю цих 270 тонних кораблів була можливість затоплювати відсіки під час бою, аби над водою розташовувалась лише броньовані башта та каземат. У башті розмішувались дві дульнозарядні 120 міліметрові бронзові гармати. Водночас поки кораблі добудували, ризик нової війни з Францією серйозно зменшився і їх активна служба тривала лише у 1874—1875 роках.
У Нідерландах були побудовані два річкових монітори типу «Ренус» за назвою відповідної річки латиною, вони служили значно довше за німецькі монітори, але без жодних помітних подій.

### Швеція

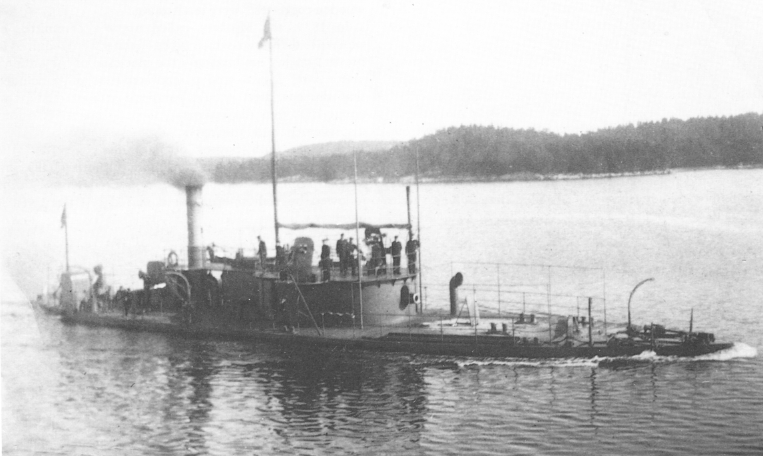
Один з шведських «шхерних моніторів» «Герда» у 1895

Після побудови трьох морських моніторів типу «Джон Ерікссон», які класифікувалися як «броненосці другого рангу» (швед. -2:a klass Pansarbåtar), була розпочата побудова три серії з 9 невеликих броненосців третього рангу — 3:e klass Pansarbåtar), призначених для служби у шхерах та внутрішніх водах, зокрема для прикриття флангів прибережних фортець. Це були кораблі водотоннажністю у 271 тону (2 одиниці) та близько 460 тон (решта кораблів). Вони мали низьку осадку, яка уможливлювала перехід моніторів мілководним Гета-каналом, який з'єднує Балтійське море північніше 58-ї паралелі і акваторію Каттегат, яка сполучається з Північним морем. Вони діяли також на великих шведських озерах, які з'єднував канал, наприклад на Веттерні.
Ці кораблі було побудовано з 1868 по 1875 роки. Спочатку ці монітори входили до складу Королівської шхерної артилерії, яка була частиною шведської армії, а після ліквідації відповідного роду військ 1875 були передані військово-морським силам. Частина кораблів цього типу була виведена зі складу флоту наприкінці 19 століття, частина на початку 20 століття, останні аж після Першої світової війни.
Ці монітори озброювались спочатку одною 267 міліметровою дульнозарядною гарматою, потім 240 міліметровою нарізною, якою заміняли дульнозарядні й на старіших кораблях. Оскільки башта не оберталася, технічно це були броньовані канонерські човни. Пізніше головний калібр доповнили додатковим озброєнням — механічним кулеметом Норденфельта. Упродовж їх тривалої служби кораблі переоснащували більш сучасними зразками гармат.

## Азія

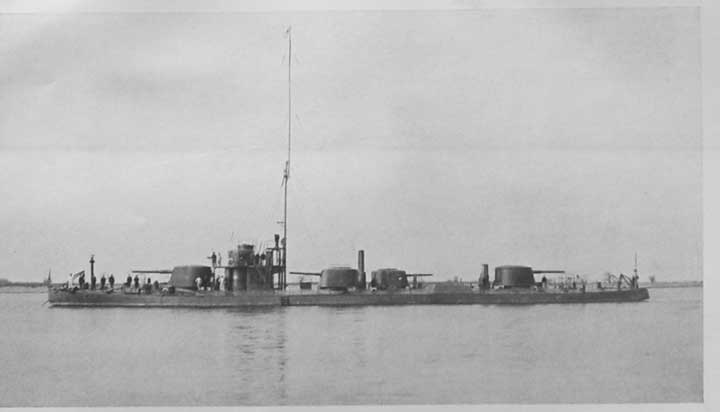
Баштовий канонерський човен типу «Шквал», 1911

### Амур та його притоки

#### Монітори побудовані Російською імперією
Після поразки Російської імперії у війні з Японією Амурська військова флотилія була посилена вісьмома баштовими канонерськими човнами типу «Шквал». Найсильніші на той час у світі річкові кораблі, озброєні 152 і 120 міліметровими гарматами та захищенні 76 міліметровою бронею, фактично були моніторами, а починаючи з 1920-х так офіційно і класифікувалися. Вони взяли участь у бойових діях під час Громадянської війни (один монітор загинув), конфлікті на Китайсько-Східній залізниці, і навіть у вторгненні радянських військ у Маньчжурію 1945.

#### Монітори СРСР
З метою посилення Амурської військової флотилії після окупації Японією Маньчжурії на Амур було перевезено секції побудованого у Києві монітора «Активний», головним калібром якого була пара 102 міліметрових гармат. Він увійшов до складу флоту 1935. Пізніше було побудовано три морехідних річкових монітори типу «Хасан» (увійшли у стрій 1942). Вони мали захищати гирло Амуру та Татарську протоку. Ці 1900 тонні кораблі були найбільшими коли-небудь побудованими річковими моніторами. За задумом проєктувальників монітори типу «Хасан» були певним «гібридом» річкового монітора і броненосця берегової оборони. У бойових діях монітори цього типу участі не брали. Вже у 1950-х їх вивели в резерв, а потім розібрали на метал.

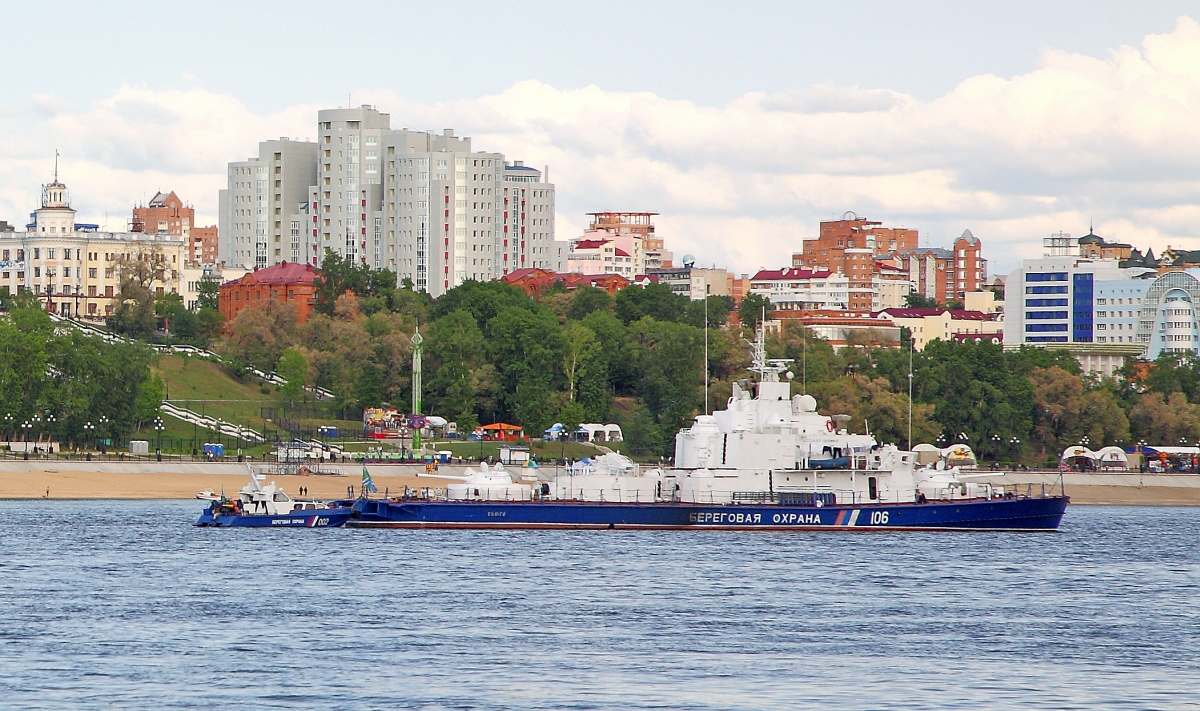
«Вьюга» (малий артилерійський корабель проєкту 1208). Хабаровськ, 2 червня 2009 року.

##### Монітори побудовані після 1945
Погіршення відносин СРСР з КНР, яке дійшло до озброєних зіткнень на кордоні, призвело до відновлення будівництва моніторів для Амуру. Ними стали «малі артилерійські кораблі проєкту 1208». Ці броньовані кораблі з повною водотоннажністю 450 тон мали у якості основного озброєння дві танкові башти зі 100 міліметровими гарматами та реактивні системи залпового вогню. Вісім з побудованих одинадцяти кораблів отримала Амурська флотилія, три — підрозділи прикордонної служби.
Крім того для прикордонників були спеціально побудовані броньовані дещо менші (повна водотоннажність 217 тон), з легшою бронею «прикордонні сторожові кораблі проєкти 1248» у кількості 23 одиниці. У порівнянні з проєктом 1208 озброєння скоротилося за рахунок відмови від однієї танкової башти з 100 міліметровою гарматою, а також однієї шестиствольної 30 міліметрової зенітної установки. Крім того, на кораблях проєкту 1248 встановлювалися не стандартні корабельні установки АК-630, а полегшені АК-306.
З 1994 року кораблі проєкту 1208 були передані прикордонникам. Кораблі проєктів 1208 та 1248 продовжують використовуватись (за винятком кількох списаних одиниць), але офіційно класифікуються як «прикордонні сторожові кораблі». Фактично ці монітори призначенні не для участі у повномасштабних бойових діях, а для виконання функції засобу посилення на випадок прикордонного конфлікту низької інтенсивності.

### Меконг

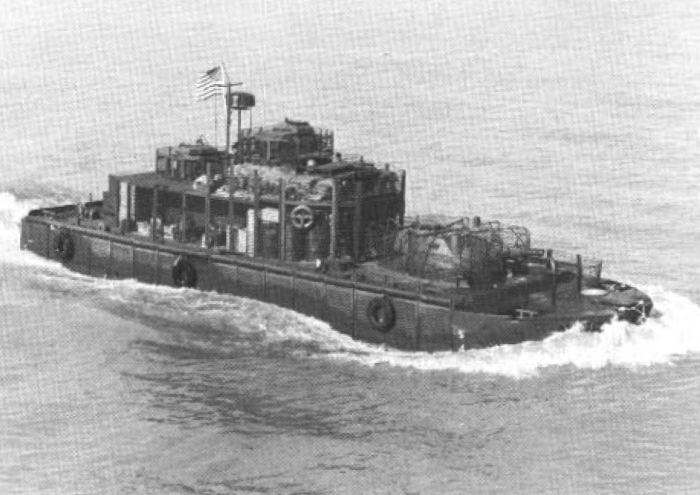
Озброєний 105 міліметровою гаубицею «монітор» ВМС США на базі LСM у В'єтнамі

Для здійснення операцій у гирлі Меконгу під час війни у В'єтнамі армія та флот США створили об'єднаний річковий підрозділ — Мобільні річкові сили (Mobile Riverine Force). До його складу, крім патрульних катерів різних типів, увійшли також побудовані на базі десантних катерів часів Другої Світової війни Landing Craft Mechanized (LCM) Mk 6 річкові броньовані катери, випущені у кількох варіантах для виконання різних завдань. Варіант цих плавзасобів, оснащених 105 міліметровою гаубицею називали «монітором» (8 одиниць). Водночас інколи моніторами називали і інші катери вогневої підтримки на базі LCM, оснащенні мінометами та 40 міліметровими гарматами або вогнеметами (останні відомі як «Zippos» (від марки запальничок) або Монітори (В) вогнеметні (Monitor (F) Flamethrower), 6 одиниць). Крім катерів вогневої підтримки на основі LCM будували також Armored Troop Carriers («броньовані транспортери військ»), які виконували функцію плавучих бронетранспортерів. Попри те, що відносно повільні броньовані катери вогневої підтримки прозвали «річковими лінкорами», їх скоромні розміри (довжина близько 19 метрів, водотоннажність LCM Mk 6 — 65 тон) не дозволяють вважати їх справжніми моніторами.

## Латинська Америка

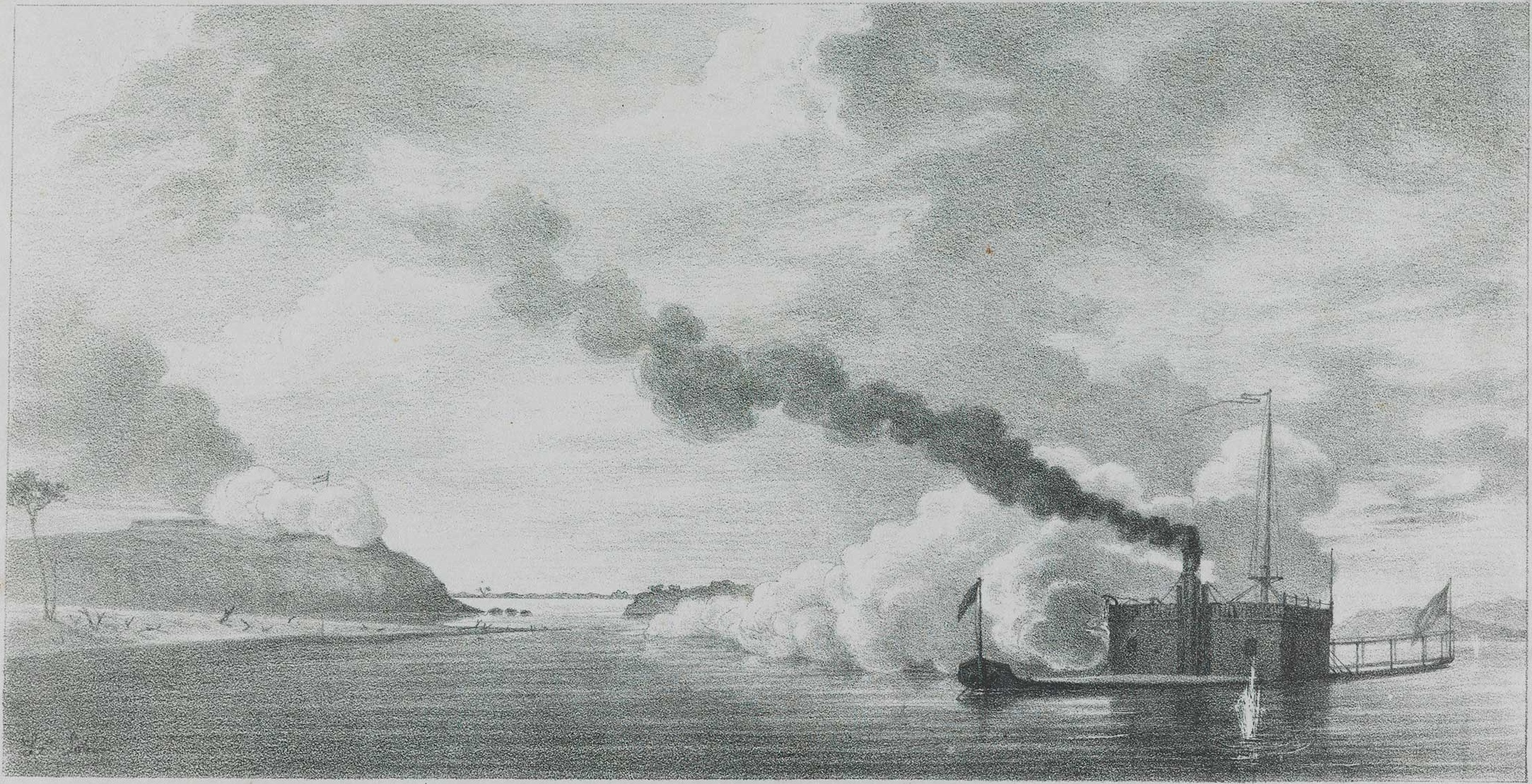
Бразильський річковий монітор обстрілює парагвайську фортецю під час Війни Потрійного Альянсу

### Бразилія
Під час Війни Потрійного Альянсу на ріці Парагвай та її притоках діяла бразильська річкова ескадра. До її складу включили три монітори, замовлені закордонним фірмам Парагваєм, але викуплені бразильцями, одним з яких був річковий монітор «Байя». Бразилія також побудувала 6 менших моніторів типу «Пара», у 1866—1868 роках. Їх водотоннажність становила 500 тон, бронювання корпусу в окремих місцях досягало 102 міліметри, а гарматної башти — 152 міліметри. Перші три монітори були озброєні 140 міліметровою, а наступні три — 178 міліметровою дульнозарядною нарізною гарматою Вітуорта. Три з цих кораблів взяли участь у прориві при Умаїті, який змусив парагвайські війська відступити з власної столиці Асунсьону.
Після того, як до кінця XIX століття монітори типу «Пара» поступово вийшли з ладу, бразильці спробували їх замінити моніторами власного виробництва типу «Пернамбуку», закладеними 1890 р. Водночас через недостатній досвід будівництво кораблів суттєво затягулося, «Пернамбуку» увійшов у стрій лише 1910 р.,  а однотипний «Парагуассу» аж 1940 року за суттєво зміненим проєктом,який перетворив його на канонерський човен.
У рамках зусиль з розбудови флоту на початку 20 століття Бразилія замовила британській компанії Vickers Limited три монітори типу «Жаварі» для патрулювання Амазонки. Повна водотоннажність кораблів досягла 1500 тон, їх основним озброєнням була пара 152 міліметрових гармат та пара 119 міліметрових гаубиць. Проте через фінансові проблеми бразильський уряд не зміг оплатити кораблі. Після початку Першої світової війни їх викупило Британське Адміралтейство. Вони відомі як монітори типу «Гамбер».
Нині у складі ВМС Бразилії діє річковий монітор (хоч конструктивно - канонерський човен через відсутність башти) «Парнаїба». Корабель, введений до складу флоту 9 березня 1938 року, це найстаріший військовий корабель на активній службі. Під час модернізації, яку він завершив 1999 року, корабель було оснащено новими дизельними двигунами. На кораблі також наявний вертолітний майданчик.

## Африка

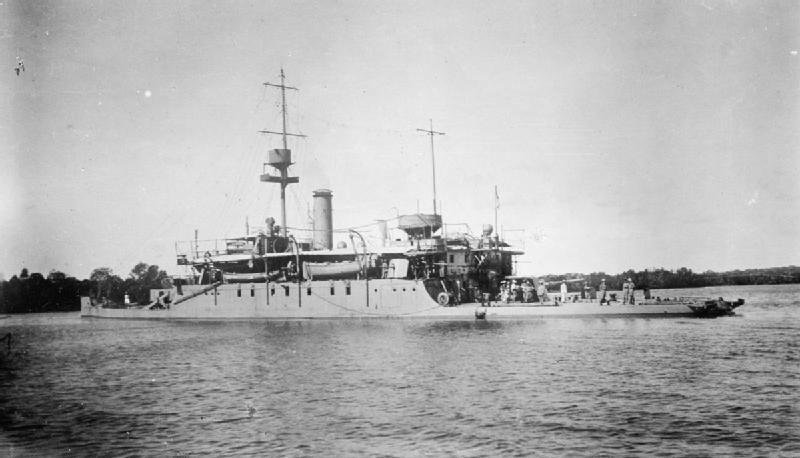
Річковий монітор «Северн» на Руфіджі

### Битва у дельті Руфіджі
Два британські монітори типу «Гамбер», «Северн» та «Мерсі» прибули до дельти Руфіджі у Східній Африці після того, як попередні спроби Королівського флоту потопити німецький легкий крейсер «Кенігсберг», який там переховувався, завершились безуспішно. Атаки невеликих кораблів успішно відбивала артилерія крейсера, а більші кораблі не могли наблизитись до нього через мілководдя. У артилерійській дуелі з крейсером 10 червня 1915 року «Мерсі» було пошкоджено. Тим не менш, наступного дня монітори повернулися і за допомогою літаків, які коректували їх вогонь, вивели з ладу гармати крейсера, після чого він був затоплений власною командою.

## Річкові монітори — історичні пам'ятки
30 червня 1967 року річковий монітор «Железняков» був встановлений на постамент у Парку моряків на набережній Дніпра в Києві. Зовнішній вигляд і оснащення монітора відновлені в тому вигляді, у якому він брав участь у бойових діях. Офіційне відкриття корабля-меморіалу на честь його екіпажу відбулося 10 липня 1967 року.

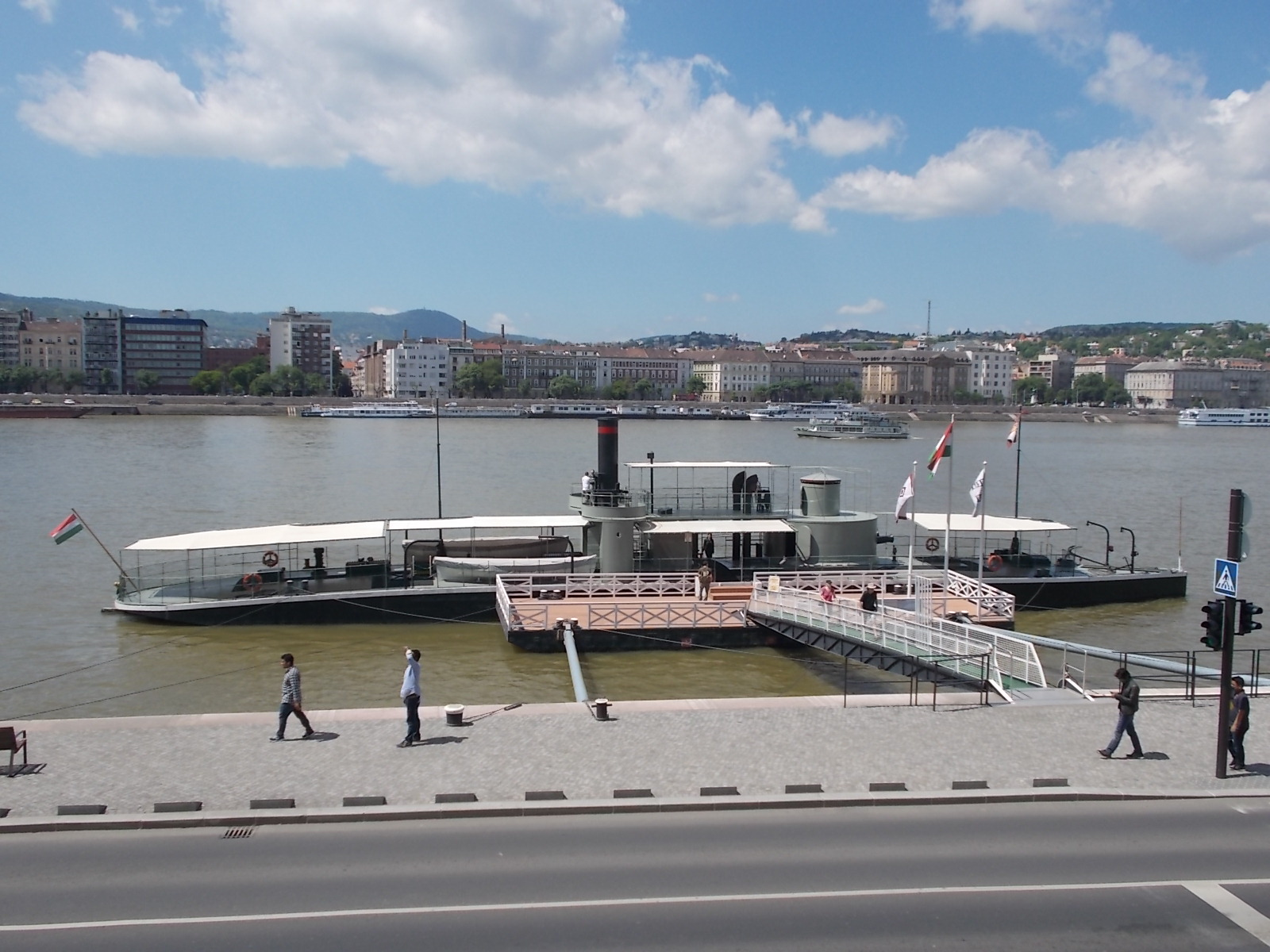
Корабель-музей «Lajta Monitor» (угорське написання «Лейта»)

У 2009 було завершена реставрація виявленого у кінці 1970-тих переробленого на цивільне судно монітора «Лайта», а 20 серпня 2010 року він відкрився як корабель-музей.
Корпус монітора «Бодрог» (югославський «Сава») був придбаний у грудні 2015 року міністерством оборони Сербії з метою реставрації корабля та перетворення його на музей.